# Pasturana
Pasturana là một đô thị ở tỉnh Alessandria trong vùng Piedmont của Italia, có vị trí cách khoảng 80 km về phía đông nam của Torino và khoảng 15 km về phía đông nam của Alessandria. Tại thời điểm ngày 31 tháng 12 năm 2004, đô thị này có dân số 1.086 người và diện tích là 5,3 km².
Pasturana giáp các đô thị: Basaluzzo, Francavilla Bisio, Novi Ligure, và Tassarolo.